# Thria opposita
Thria opposita är en fjärilsart som beskrevs av Hans Daniel Johan Wallengren 1863. Thria opposita ingår i släktet Thria och familjen nattflyn. Inga underarter finns listade i Catalogue of Life.